# Terapeuti
I Terapeuti erano i membri di un movimento religioso giudaico, caratterizzato da alcuni tratti sincretistici, fiorente nel I secolo d.C. dall'Egitto fino alla Grecia.
Filone di Alessandria, un ebreo di cultura ellenistica, descrive la vita di una comunità di Terapeuti (uomini e donne) con cui era venuto in contatto, sulle rive del lago Mareotis intorno ad Alessandria.  Il loro modo di vivere era sobrio e severo, interamente votato allo studio delle Scritture: ciò li rendeva simili ad un'altra comunità monastica ebraica coeva, quella degli esseni.  A differenza degli Esseni, però, la spiritualità dei Terapeuti non era particolarmente influenzata dalla dimensione apocalittica; inoltre, non sono documentate regole scritte particolari né la presenza di alcun "maestro di giustizia", come presso gli Esseni.
Lo storico Eusebio di Cesarea (Storia ecclesiastica, cap. 263-339) racconta le origini del cristianesimo ad Alessandria rifacendosi proprio ai Terapeuti. Eusebio intende dimostrare che i Terapeuti erano monaci cristiani, nonostante ancora osservassero completamente le tradizioni giudaiche.

## La preghiera quotidiana
Nel De vita contemplativa (cap. 75-89) Filone descrive le convocazioni quotidiane di preghiera della comunità dei Terapeuti di Alessandria.
Alla sera si leggevano e commentavano brani biblici, dopo di che si celebrava una cena rituale (normalmente a base di pane e acqua).  È interessante il dettaglio dell'assenza di una Birkat Hamazon al termine della cena, perché ad essa faceva subito seguito una veglia di preghiera: si cantavano inni (tratti dalla Bibbia o composti dai monaci stessi) e si eseguivano danze rituali.  Il modello tipologico al quale Filone collega questi canti e danze è l'inno di Mosè e la danza di Miriam di cui parla il libro dell'Esodo (cap. 15).
Il mattino successivo i Terapeuti si mettevano a guardare verso oriente aspettando la prima luce del sole.  A questo punto recitavano le benedizioni mattutine (non si dimentichi che questi ebrei erano comunque egiziani, e i miti egiziani collegavano il momento dell'alba alla grande gioia per la vittoria del sole contro i suoi nemici; nell'antico Egitto il momento principale del culto era proprio il mattino).
La preghiera del mattino dei Terapeuti era strutturata sulla liturgia di Shacharit: lo Shema Israel era preceduto da due benedizioni, per la creazione della luce (Yotzer Or) e per l'amore di Dio verso il suo popolo (Ahavah rabah).  Allo Shema seguiva la benedizione per la redenzione (Birkat geulah).  La redazione più breve e arcaica di questi testi è stata trovata nella Ghenizah del Cairo.  I terapeuti si ritenevano una fraternità sacerdotale, come quella degli Esseni, che offriva come sacrificio la propria preghiera, proprio nella stessa ora in cui nel Tempio di Gerusalemme era offerto il sacrificio del mattino.  Il nome stesso di questa preghiera era "sacrificio".

### Influenza sul cristianesimo primitivo
Lo studio della preghiera all'interno della comunità dei Terapeuti è importante per lo studio della prassi rituale delle prime chiese cristiane, in particolare a proposito dello strutturarsi della celebrazione dell'eucaristia.  Uno dei testimoni più antichi di preghiera eucaristica, la paleoanafora alessandrina contenuta nel papiro Strasbourg Gr. 254, mostra una chiara dipendenza dalla benedizione di Yotzer Or, uno dei testi che precedono lo Shema nella liturgia giudaica.
La preghiera del mattino era la preghiera principale della giornata dei Terapeuti e in qualche modo concludeva un rito iniziato la sera precedente.  È documentata la dipendenza della liturgia cristiana alessandrina dalla preghiera dei Terapeuti: l'anello di congiunzione fu il monachesimo cristiano egiziano.
Quando fiorisce il monachesimo cristiano egiziano, esso pone l'eucaristia alla fine di una veglia notturna.  In questo modo la celebrazione non è più vista come una "cena" (in riferimento all'Ultima Cena), ma come un sacrificio mattutino, dove ad essere "offerta in sacrificio" è la lode stessa a Dio (non certo il "corpo di Cristo", giacché questo tipo di teologia sacrificale dell'eucaristia si svilupperà successivamente, almeno dalla seconda metà del IV secolo).

## Le pratiche di guarigione
Sempre secondo Filone, i Terapeuti praticavano una medicina superiore a qualunque altra, perché essa curava non solo il corpo, ma anche la psiche, l'anima nella sua accezione più ampia.
Una nota caratteristica dei Terapeuti era l'unzione con l'olio nel giorno di Shabbat (mentre gli Esseni rifiutavano ogni unzione e ogni massaggio).